# Dolceacqua
Dolceacqua – miejscowość i gmina we Włoszech, w regionie Liguria, w prowincji Imperia.
Według danych na rok 2014 gminę zamieszkiwało 2078 osób, gęstość zaludnienia wynosi 103,9 os./km².

## Galeria

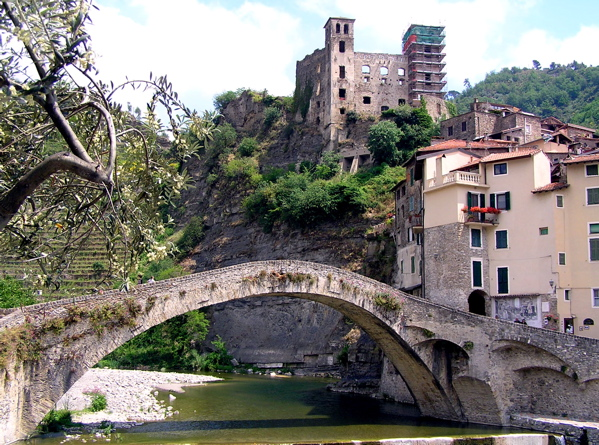
Most
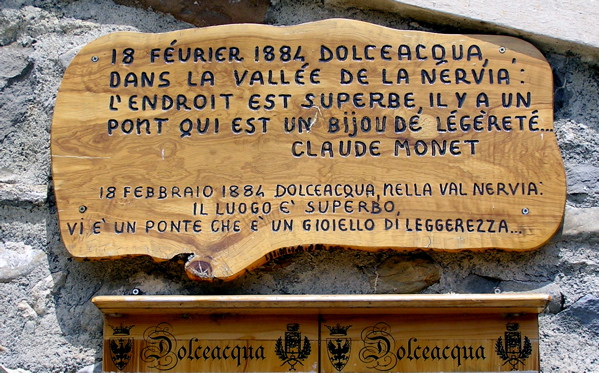
Placca a memora di Claude Monet
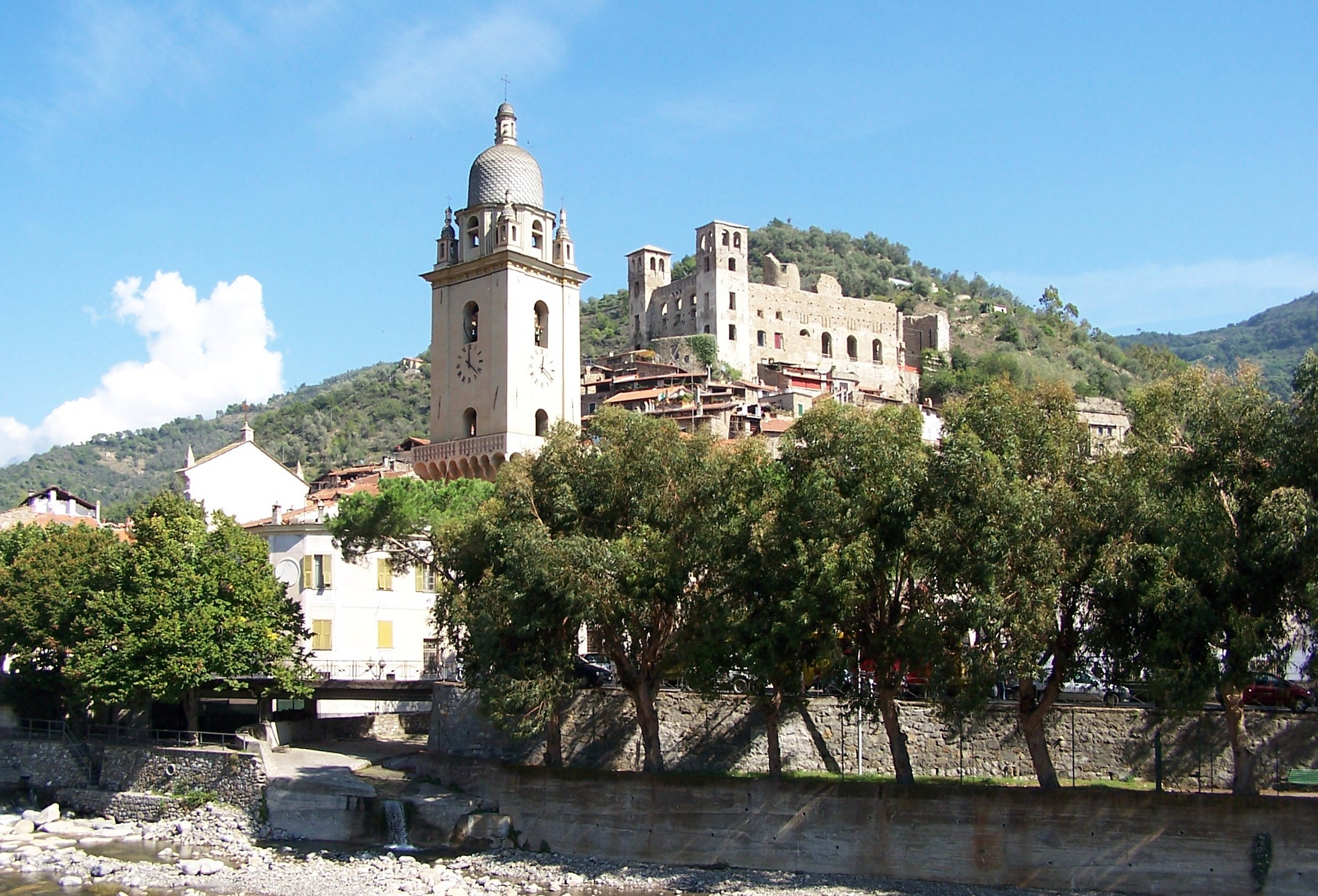
Kościół i zamek
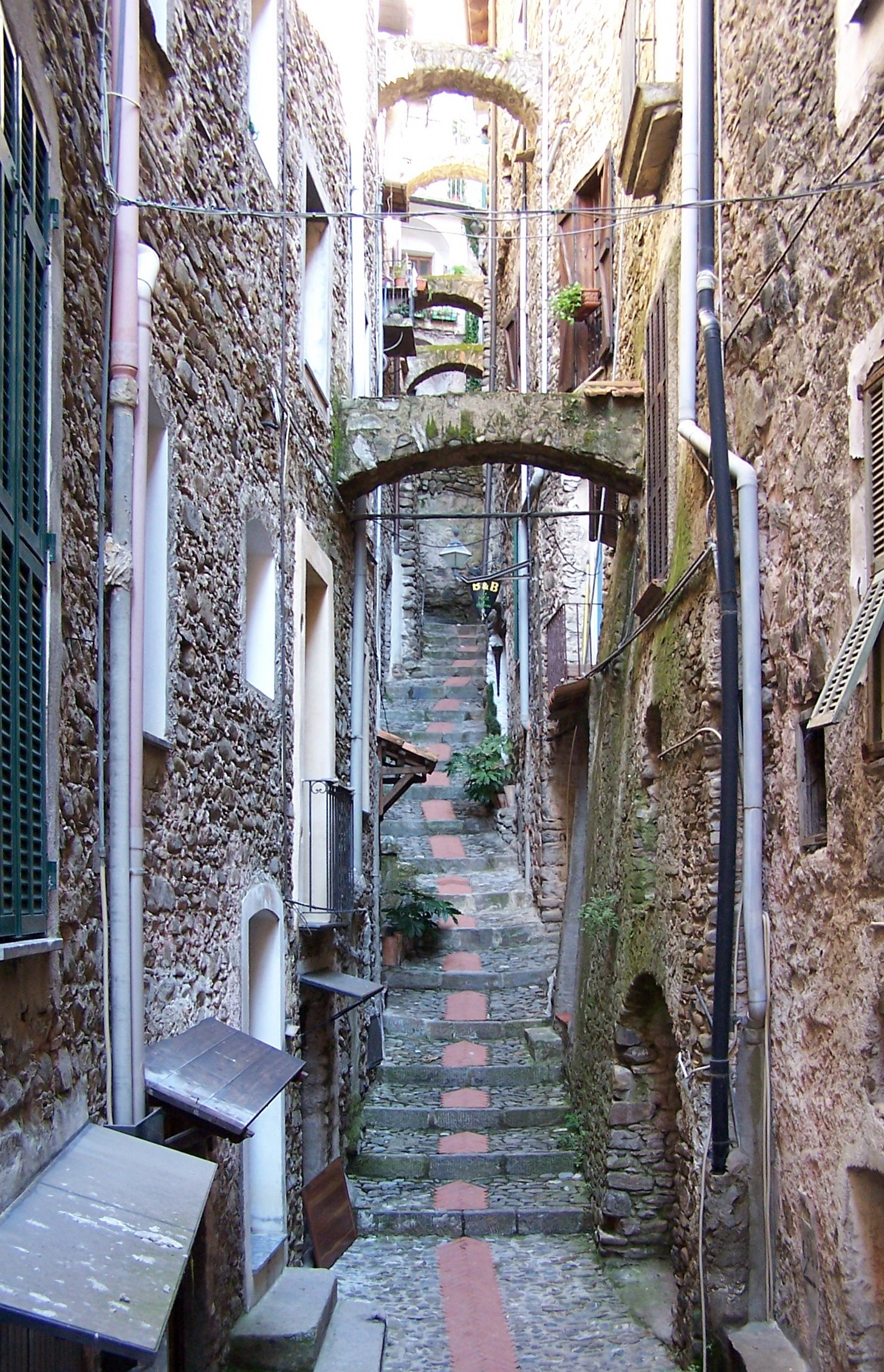
Wąska ulica
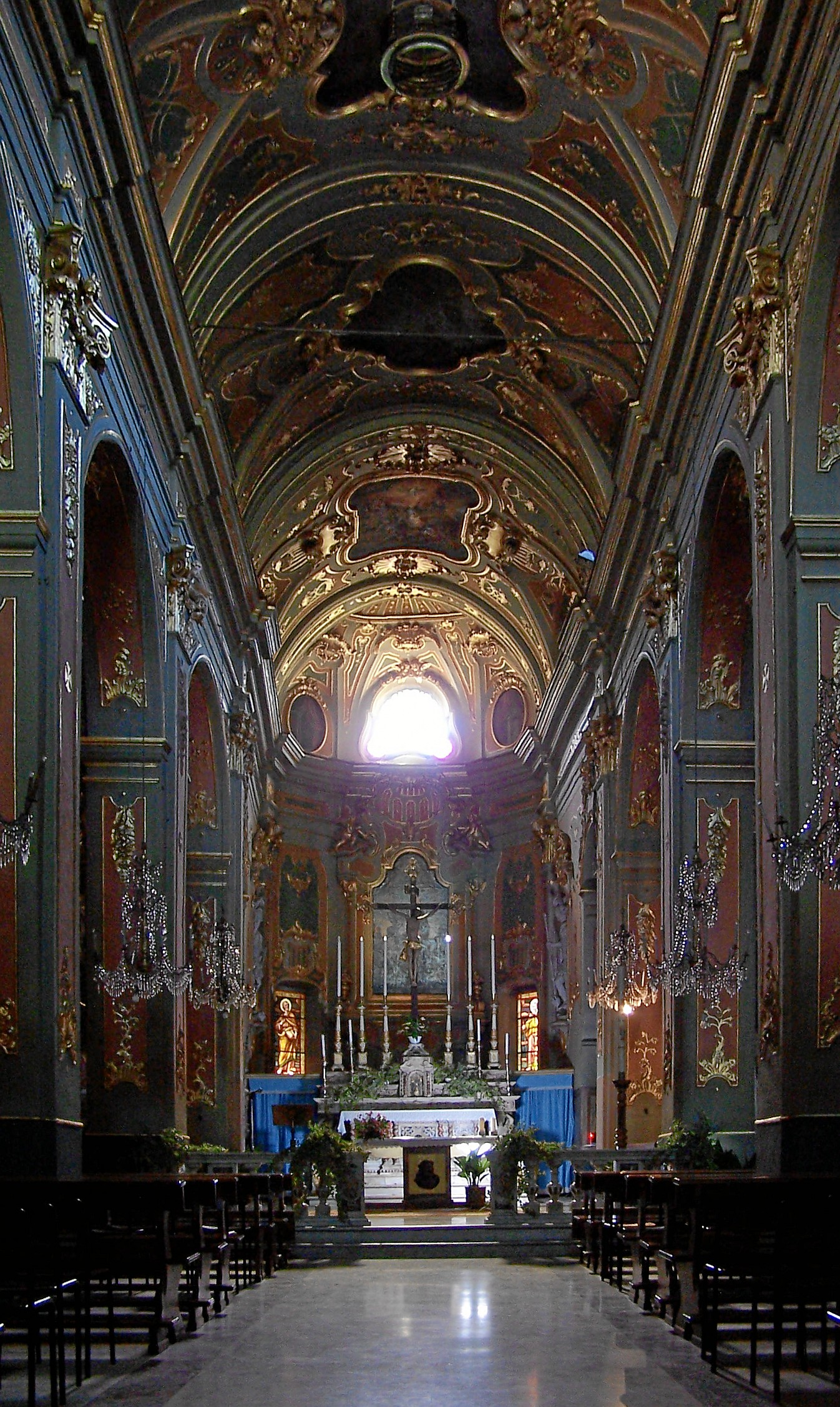
Wewnątrz kościoła